# Gustav Eduard Nolte (Politiker, 1812)

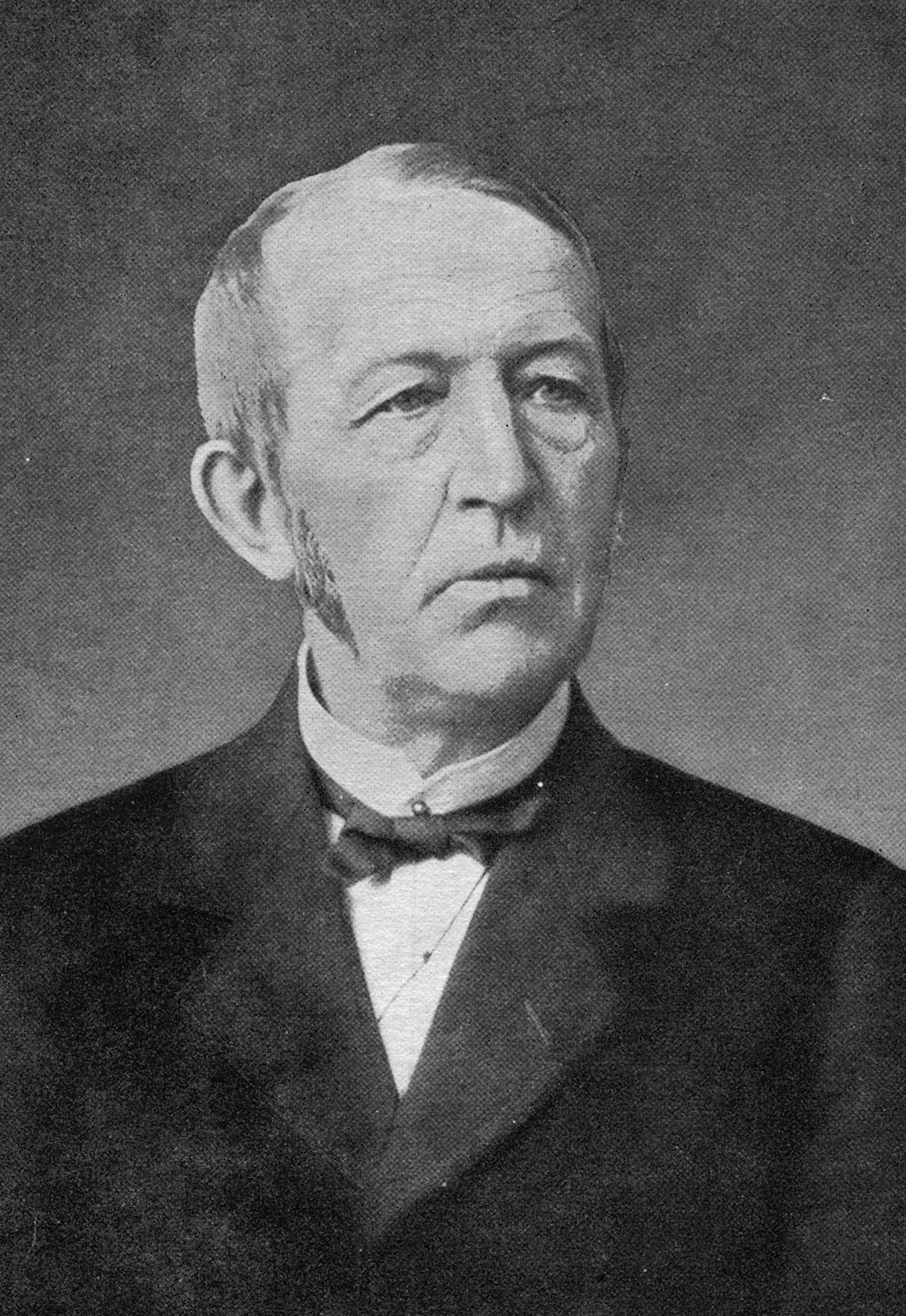
Gustav Eduard Nolte

Gustav Eduard Nolte (* 30. Mai 1812 in Lüneburg; † 11. Dezember 1885 in Hamburg) war ein deutscher Buchhändler, Verleger und Abgeordneter der Hamburgischen Bürgerschaft. 

## Leben
Nolte machte ab 1827 eine Buchhandelslehre in der Heroldschen Buchhandlung bei seinem Onkel Johann Gottlieb Herold in Hamburg. Die Heroldsche Buchhandlung führte das ursprünglich von Gottfried Vollmer gegründete Geschäft fort. Anschließend war er dort tätig, von 1836 bis 1839 arbeitete er in der Buchhandlung Gräfe & Unzer in Königsberg. 1839 wurde Nolte Teilhaber, 1840 Alleininhaber der Heroldschen Buchhandlung. Der Hamburger Brand im Mai 1842 vernichtete das Geschäft bis auf die Handlungsbücher, die nur mit großer Mühe gerettet werden konnten; vom Verlag war nur das Leipziger Lager übrig geblieben. Als Ersatz bemühte sich Nolte um eine Ausweitung des Sortimentsgeschäfts. Im Verlag konzentrierte er sich auf Werke der Pädagogik, Handelswissenschaft und der Evangelischen Theologie. Den populärmedizinischen Verlagsteil verkaufte er 1842 an Ernst Quedlinburg, die Romane im selben Jahr 1842 an E. Schäfer und 1855 die Jugendschriften an August Bagel in Wesel. Die Witwe Herold hinterließ 1847 ihren Geschäftsanteil ihrem Neffen Richard Köhler, der 1854 als offener Teilhaber in das Unternehmen eintrat. Während es beim Sortimentsbuchhandlung bei der traditionellen Firma Heroldsche Buchhandlung blieb, firmierte der Verlag später als Nolte & Köhler. Köhler starb jedoch schon 1859, und Nolte übernahm beide Geschäftsabteilungen, Sortiment und Verlag, allein. Der Verlag firmierte nun unter Gustav Eduard Nolte.
Nolte war in verschiedenen Funktionen in der Selbstverwaltung des St. Petri Kirchspiels tätig. Er war von 1848 bis 1852 Hauptmann der 1. Kompanie des 3. Bataillons des Bürgermilitärs und von 1858 bis 1862 Bürgermilitärkommissar.
Dem Vorstand der Patriotische Gesellschaft von 1765 hat er lange Jahre angehört.
Nolte gehörte von 1859 bis 1862 und von 1868 bis 1870 der Hamburgischen Bürgerschaft an.
Er starb plötzlich durch einen unglücklichen Fall. Nach seinem Tod gingen beide Geschäfte an seine Witwe über, die 1886 das Sortiment, die Herold'sche Buchhandlung, an Justus Pape (* 1851) verkaufte, während der Verlag unter der seitherigen Firma von ihr weitergeführt wurde. 1887 übernahm Pape auch den Verlag G. E. Nolte und vereinigte ihn wieder mit der Sortimentsbuchhandlung unter der gemeinsamen Firma Herold'sche Buchhandlung.

## Familie
Er heiratete am 8. Mai 1845 Minna Geffcken (1823–1886), eine Tochter von Heinrich Geffcken. Gustav Eduard Nolte war eines seiner Kinder.

## Porträt
Eine Abbildung von Nolte ist im Deutschen Buch- und Schriftmuseum, Portraitsammlung der Börsenvereinsbibliothek vorhanden.